# Hypomyces completus
Hypomyces completus (syn. Peckiella completa G.R.W.Arnold (1971), englisch) ist ein parasitischer Schlauchpilz aus der Familie der Krustenkugelpilzverwandten. Der Pilz wächst auf Röhrlingen, typischerweise Suillus spraguei in Nordamerika, obwohl das Typus-Exemplar auf Boletinus oxydabilis in Sibirien gefunden wurde. 

## Beschreibung
Die Farbe seines Subiculum (einem krustenartigen Myzel) reicht von anfänglich weiß über gelbbraun, grünlich braun und braun bis zu schwarz, die des Fruchtkörpers (Perithecium) von blassbraun über dunkelbraun bis schwarz. Die Sporen messen 35–40 mal 4–6 μm.

## Taxonomie
Die Art wurde 1971 von G. R. W. Arnold erstmals beschrieben und in die Gattung Peckiella eingeordnet, die von der Gattung Hypomyces durch Pier Andrea Saccardo abgetrennt wurde, um Arten mit unizellularen Ascosporen zusammenzufassen. In einer Revision von 1989 akzeptierten Rogerson und Samuels diese Gattung nicht als gültig. Sie stellten fest, dass „Variationen in den Merkmalen vorkommen, fallweise in einem einzelnen Perithecium“, und reklassifizierten die Art als Angehörige der Gattung Hypomyces. 
Die Anamorphe von H. completus ist Sepedonium brunneum, erstmals 1887 von Charles Horton Peck beschrieben.